# New Deal (Texas)
New Deal é uma cidade  localizada no estado norte-americano do Texas, no Condado de Lubbock.

## Demografia
Segundo o censo norte-americano de 2000, a sua população era de 708 habitantes.
Em 2006, foi estimada uma população de 724, um aumento de 16 (2.3%).

## Geografia
De acordo com o United States Census Bureau tem uma área de
2,7 km², dos quais 2,7 km² cobertos por terra e 0,0 km² cobertos por água. New Deal localiza-se a aproximadamente 1006 m acima do nível do mar.

## Localidades na vizinhança
O diagrama seguinte representa as localidades num raio de 24 km ao redor de New Deal.